# Nodaria praetextata
Nodaria praetextata är en fjärilsart som beskrevs av John Henry Leech 1900. Nodaria praetextata ingår i släktet Nodaria och familjen nattflyn. Inga underarter finns listade i Catalogue of Life.